# Euphorbia lactea
Euphorbia lactea är en törelväxtart som beskrevs av Adrian Hardy Haworth. Euphorbia lactea ingår i släktet törlar, och familjen törelväxter.
Artens utbredningsområde är Sri Lanka. Inga underarter finns listade i Catalogue of Life.

## Bildgalleri

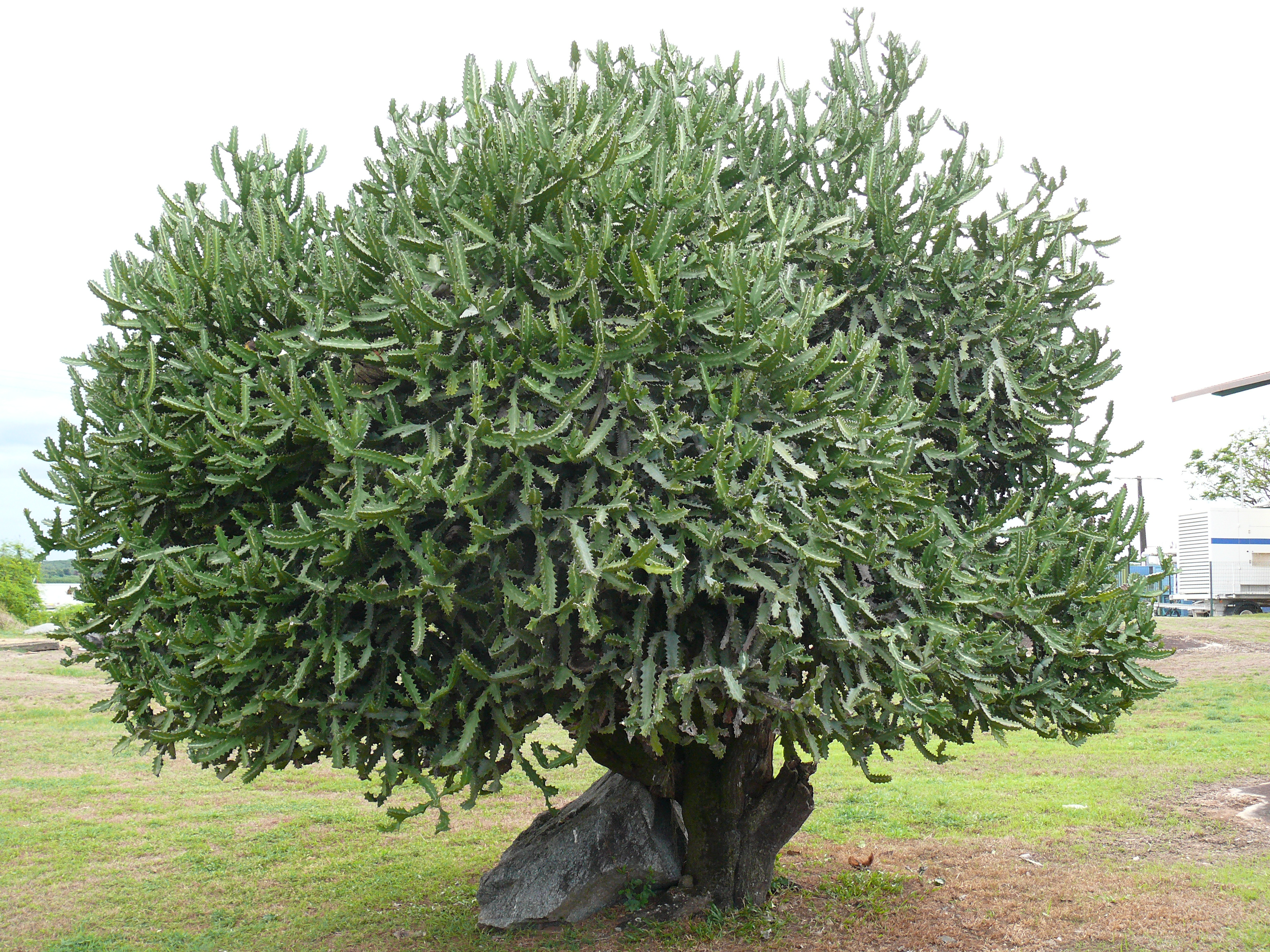
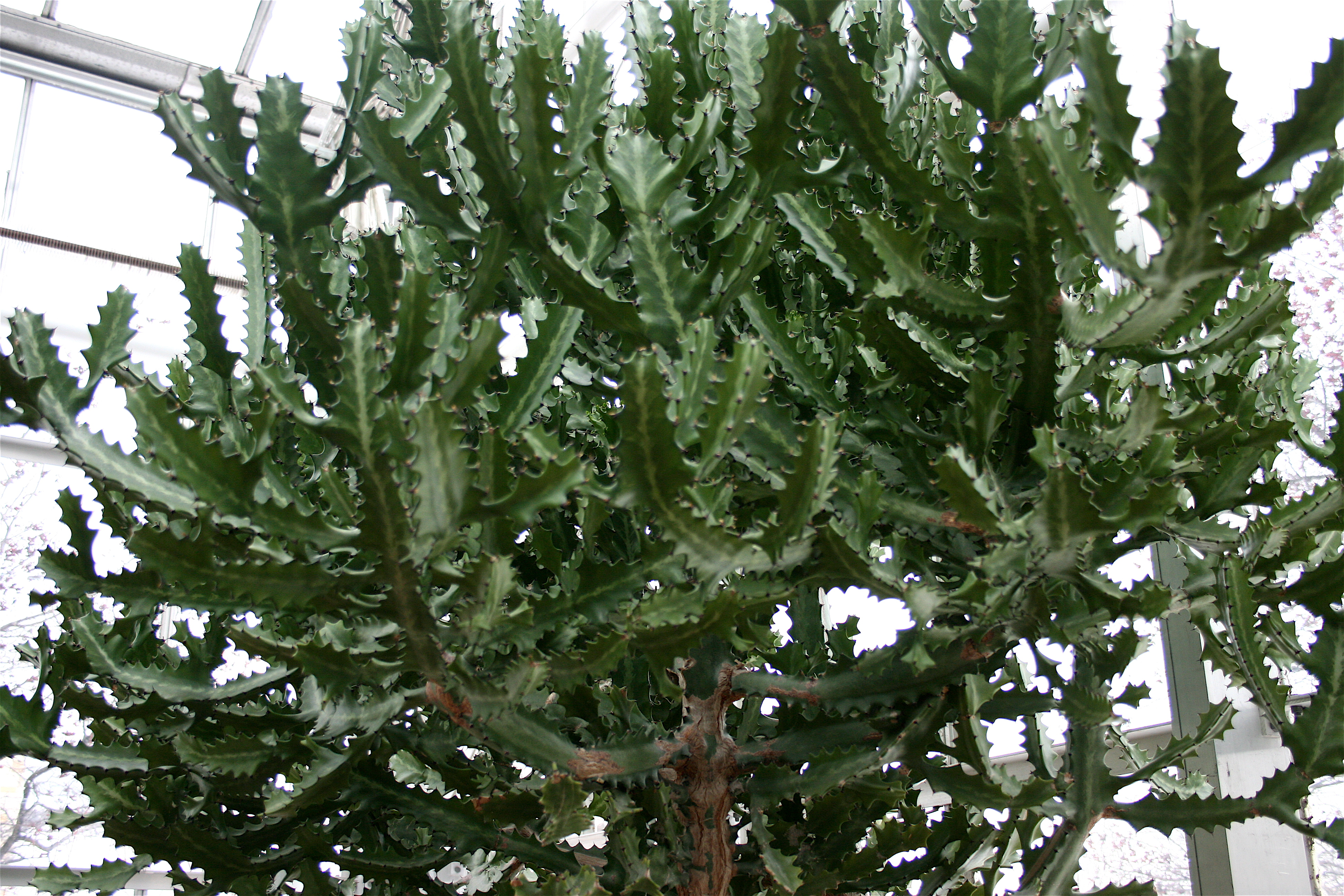
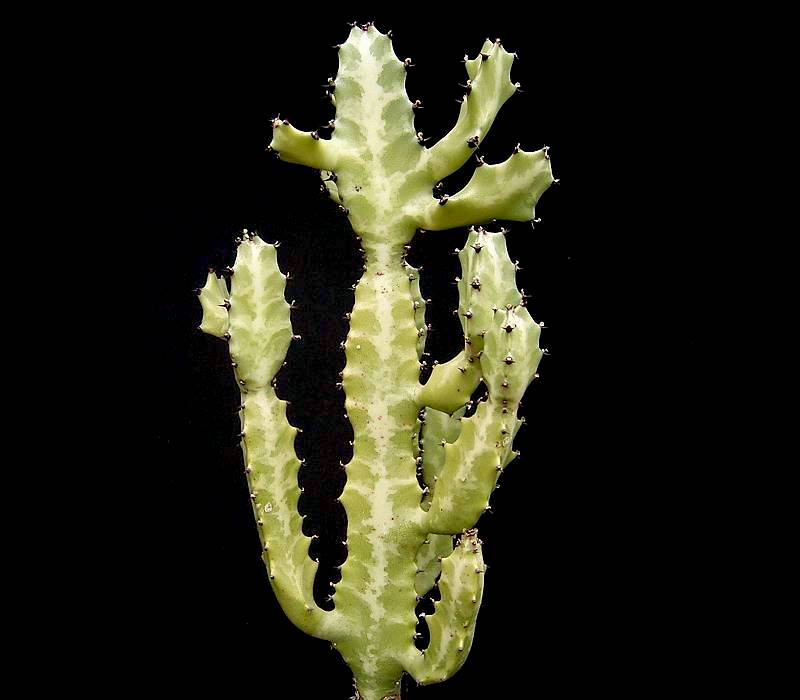
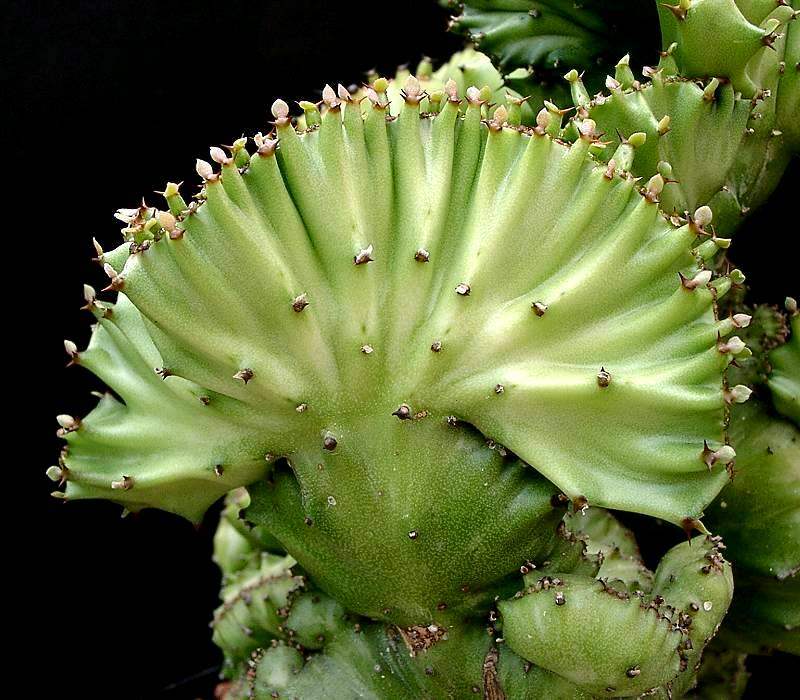
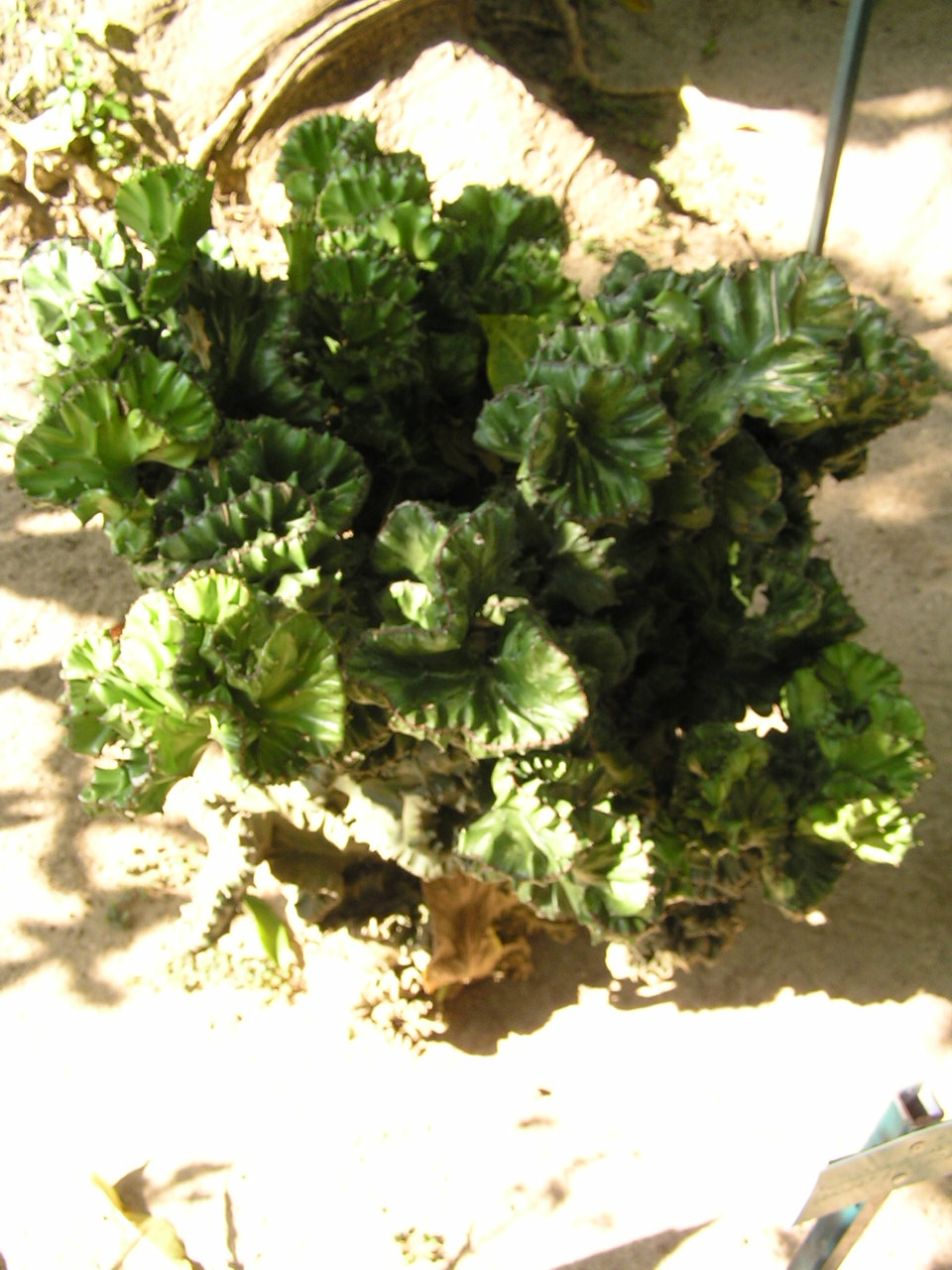
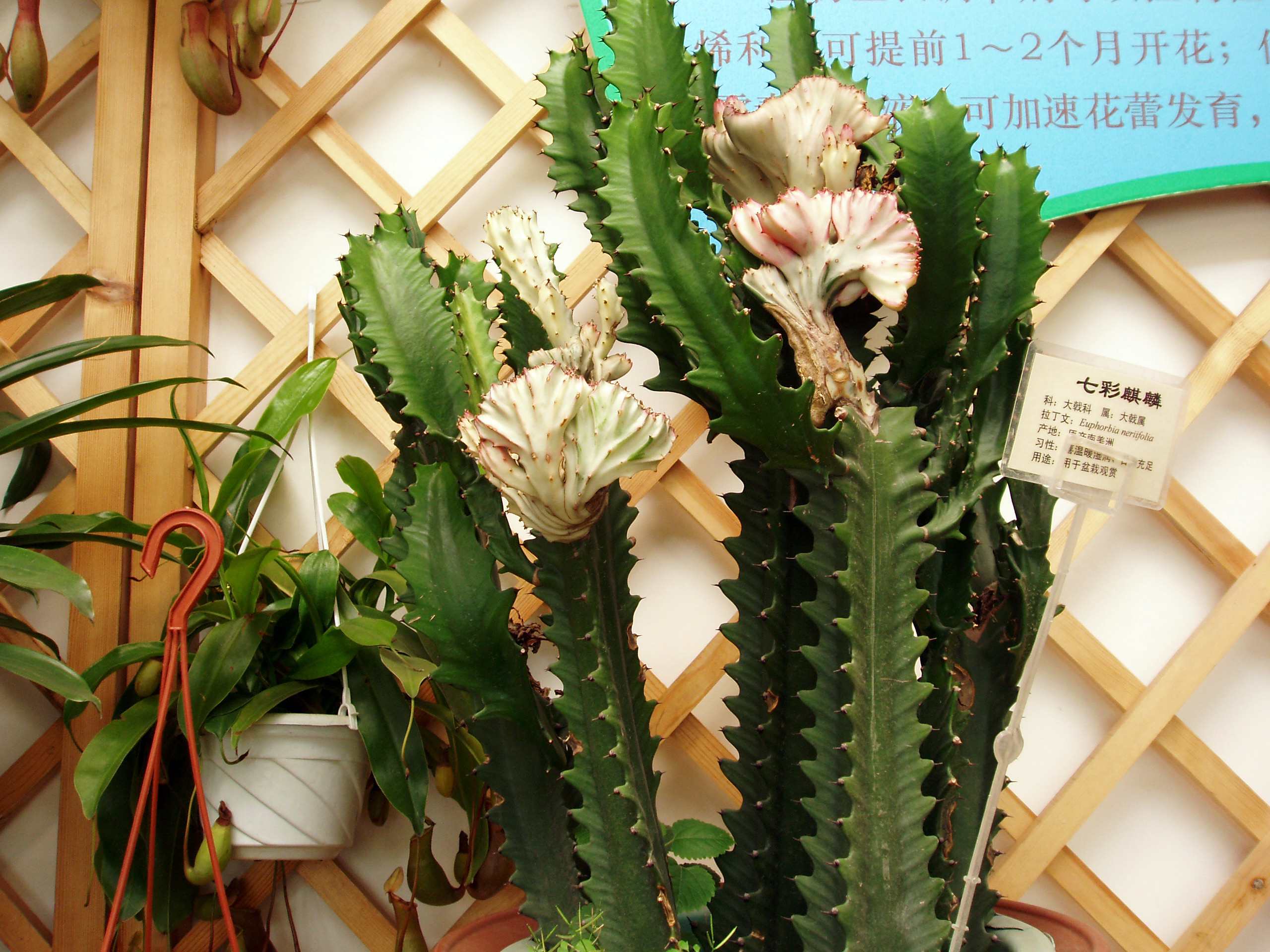